# Casimiro de Abreu (Rio de Janeiro)
Casimiro de Abreu è un comune del Brasile nello Stato di Rio de Janeiro, parte della mesoregione delle Baixadas Litorâneas e della microregione di Bacia de São João.
Già noto come Barra de São João, venne ribattezzato nel 1925 in onore dell'omonimo poeta che vi nacque nel 1839.